# برند لاندفویگت
برند لاندفویگت (انگلیسی: Bernd Landvoigt؛ زادهٔ ۲۳ مارس ۱۹۵۱) قایقران روئینگ اهل آلمان بود.